# A Manchester City FC 1969–1970-es szezonja
A Manchester City az 1969–1970-es szezonban a bajnokságban a remek rajt után az elrontott tavasz miatt végül csak a 10. helyen végzett. A ligakupa döntőjében a West Bromwichot 2–1-re verte, míg a KEK fináléjában a Górnik Zabrze felett diadalmaskodtak ugyanilyen arányban, így a Manchester City lett az első angol klub, mely ugyanabban az évben nyert egy európai és egy hazai kupát.

## Játékosok
| # |     | Poszt | Név             |
| - | --- | ----- | --------------- |
|   | ENG | K     | Joe Corrigan    |
|   | ENG | K     | Harry Dowd      |
|   | ENG | K     | Ken Mulhearn    |
|   | ENG | V     | Tony Book       |
|   | ENG | V     | Tommy Booth     |
|   | ENG | V     | David Connor    |
|   | ENG | V     | Mike Doyle      |
|   | ENG | V     | George Heslop   |
|   | ENG | V     | Glyn Pardoe     |
|   | SCO | V     | Willie Donachie |

| # |     | Poszt | Név            |
| - | --- | ----- | -------------- |
|   | SCO | V     | Arthur Mann    |
|   | ENG | KP    | Colin Bell     |
|   | ENG | KP    | Ian Bowyer     |
|   | ENG | KP    | Alan Oakes     |
|   | ENG | KP    | Tony Towers    |
|   | ENG | CS    | Stan Bowles    |
|   | ENG | CS    | Francis Lee    |
|   | ENG | CS    | Mike Summerbee |
|   | ENG | CS    | Neil Young     |

## First Divison
| #  | Csapat            | M  | Gy | D  | V  | LG | KG | GK | P  |
| -- | ----------------- | -- | -- | -- | -- | -- | -- | -- | -- |
| 8  | Manchester United | 42 | 14 | 17 | 11 | 66 | 61 | +5 | 45 |
| 9  | Stoke City        | 42 | 15 | 15 | 12 | 56 | 52 | +4 | 45 |
| 10 | Manchester City   | 42 | 16 | 11 | 15 | 55 | 48 | +7 | 43 |
| 11 | Tottenham Hotspur | 42 | 17 | 9  | 16 | 54 | 55 | -1 | 43 |
| 12 | Arsenal           | 42 | 12 | 18 | 12 | 51 | 49 | +2 | 42 |

## FA-kupa
Harmadik kör
| 1. csapat | Eredmény | 2. csapat       |
| --------- | -------- | --------------- |
| Hull City | 0–1      | Manchester City |

Negyedik kör
| 1. csapat         | Eredmény | 2. csapat       |
| ----------------- | -------- | --------------- |
| Manchester United | 3–0      | Manchester City |

## Ligakupa
Második kör
| 1. csapat | Eredmény | 2. csapat       |
| --------- | -------- | --------------- |
| Southport | 0–3      | Manchester City |

Harmadik kör
| 1. csapat       | Eredmény | 2. csapat |
| --------------- | -------- | --------- |
| Manchester City | 2–1      | Liverpool |

Negyedik kör
| 1. csapat       | Eredmény | 2. csapat |
| --------------- | -------- | --------- |
| Manchester City | 2–1      | Everton   |

Ötödik kör
| 1. csapat       | Eredmény | 2. csapat           |
| --------------- | -------- | ------------------- |
| Manchester City | 3–0      | Queens Park Rangers |

Elődöntő
| 1. csapat       | Össz. | 2. csapat         | 1. mérk. | 2. mérk. |
| --------------- | ----- | ----------------- | -------- | -------- |
| Manchester City | 4–3   | Manchester United | 2–1      | 2–2      |

Döntő
| 1970. március 7. 16:00 CEST |

| Manchester City | 2 – 1 (h. u.) | West Bromwich Albion |
| --------------- | ------------- | -------------------- |
| Doyle Pardoe    | (0 – 0)       | 5' Astle             |

| Wembley, London |

## Charity Shield
| 1969. augusztus 2. |

| Leeds United          | 2 – 1   | Manchester City |
| --------------------- | ------- | --------------- |
| Gray 55' Charlton 58' | (0 – 0) | 90' Bell        |

| Elland Road, Leeds Nézőszám: 39 835 Játékvezető: Kenneth Burns |

## Kupagyőztesek Európa-kupája
1. kör
| 1969. szeptember 17. |

| Athletic Bilbao                      | 3 – 3               | Manchester City                     |
| ------------------------------------ | ------------------- | ----------------------------------- |
| Argoitia 9' Clemente 12' Uriarte 57' | (2 – 1) Jegyzőkönyv | 42' Young 68' Pardoe 85' Echevarria |

| Estadio San Mamés, Bilbao Nézőszám: 45 000 |

| 1969. október 1. |

| Manchester City               | 3 – 0               | Athletic Bilbao |
| ----------------------------- | ------------------- | --------------- |
| Oakes 58' Bell 66' Bowyer 85' | (0 – 0) Jegyzőkönyv |                 |

| Maine Road, Manchester Nézőszám: 49 664 |

Továbbjutott a Manchester City 6–3-as összesítéssel.
2. kör
| 1969. november 12. |

| Lierse SK | 0 – 3               | Manchester City     |
| --------- | ------------------- | ------------------- |
|           | (0 – 3) Jegyzőkönyv | 7' 35' Lee 43' Bell |

| Herman Vanderpoortenstadion, Lier Nézőszám: 19 000 |

| 1969. november 26. |

| Manchester City                      | 5 – 0               | Lierse SK |
| ------------------------------------ | ------------------- | --------- |
| Summerbee 1' Lee 5' 48' Bell 65' 72' | (2 – 0) Jegyzőkönyv |           |

| Maine Road, Manchester Nézőszám: 26 486 |

Továbbjutott a Manchester City 8–0-s összesítéssel.
3. kör
| 1970. március 4. |

| Académica | 0 – 0               | Manchester City |
| --------- | ------------------- | --------------- |
|           | (0 – 0) Jegyzőkönyv |                 |

| Estádio Cidade de Coimbra, Coimbra Nézőszám: 15 000 |

| 1970. március 18. |

| Manchester City | 1 – 0 (h. u.)              | Académica |
| --------------- | -------------------------- | --------- |
| Towers 119'     | (0 – 0, 0 – 0) Jegyzőkönyv |           |

| Maine Road, Manchester Nézőszám: 36 338 |

Továbbjutott a Manchester City 1–0-s összesítéssel.
Elődöntő
| 1970. április 1. |

| FC Schalke 04 | 1 – 0               | Manchester City |
| ------------- | ------------------- | --------------- |
| Libuda 77'    | (0 – 0) Jegyzőkönyv |                 |

| Glückauf-Kampfbahn, Gelsenkirchen Nézőszám: 38 000 Játékvezető: Milivoje Gugulović (jugoszláv) |

| 1970. április 15. |

| Manchester City                         | 5 – 1               | FC Schalke 04 |
| --------------------------------------- | ------------------- | ------------- |
| Doyle 8' Young 22' 28' Lee 50' Bell 81' | (3 – 0) Jegyzőkönyv | 89' Libuda    |

| Maine Road, Manchester Nézőszám: 52 361 Játékvezető: Laurens van Ravens (holland) |

Továbbjutott a Manchester City 5–2-es összesítéssel.
Döntő
| 1970. április 29. 19:30 |

| Manchester City              | 2 – 1               | Górnik Zabrze |
| ---------------------------- | ------------------- | ------------- |
| Young 11' Lee 43' (11-esből) | (2 – 0) Jegyzőkönyv | Oślizło 68'   |

| Práter-stadion, Bécs Nézőszám: 7968 Játékvezető: Paul Schiller (osztrák) |

## Fordítás
Ez a szócikk részben vagy egészben  a(z)   1969–70 Manchester City F.C. season című angol Wikipédia-szócikk fordításán alapul.  Az eredeti cikk szerkesztőit annak laptörténete sorolja fel. Ez a jelzés csupán a megfogalmazás eredetét és a szerzői jogokat jelzi, nem szolgál a cikkben szereplő információk forrásmegjelöléseként.